# Cereus kroenleinii
Cereus kroenleinii N.P.Taylor es una especie de plantas en la familia Cactaceae. 
Actualmente es sinónimo de Cereus phatnospermus.

## Hábitat
Es endémica de Bolivia, Brasil en (Mato Grosso y Mato Grosso do Sul), Paraguay.

## Descripción
Es un cactus arbustivo, en parte con tallos glaucos de 1 a 4 m de largo  y 2.5 cm de diámetro con 4 o 5 costillas tuberculadas; areolas peludas, 1 espina central de 2–3 cm de largo y 5 radiales de 15 mm de largo . Tiene las flores nocturnas de color blanco de hasta 10 cm de ancho con ráfagas de color rasado en los pétalos. Es fruto es de color rojo, ovoide de 37 mm de diámetro.

## Taxonomía
Cereus kroenleinii fue descrita por N.P.Taylor y publicado en Kew Bulletin 50(4): 819. 1995
Etimología
Cereus: nombre genérico que deriva del término latíno cereus = "cirio o vela" que alude a su forma alargada, perfectamente recta".
kroenleinii: epíteto que  rinde homenaje al exdirector del Jardín Exótico de Mónaco, Marcel Kroehnlein.
Sinonimia
- Cereus phatnospermus ssp. kroenleinii
- Monvillea kroenleinii[5][6][7]